# Shahin Kolonja
Shahin bej Kolonja lub Şahin Teki Kolonya (ur. 1865 lub 1867 w Starje jako Shahin Teki Ypi, zm. 1919 w Konstantynopolu) – albański i osmański nauczyciel, dziennikarz i polityk.

## Życiorys
Uczył się w Korczy, następnie uczęszczał na studia z zakresu ekonomii i administracji cywilnej na uczelni Mejtepi Mylkie w Konstantynopolu. Po ich ukończeniu pracował jako nauczyciel w Szkole Rolniczej w Salonikach, gdzie pełnił również funkcję wicedyrektora. W 1893 roku został przeniesiony do gimnazjum państwowego w Edirne, gdzie nauczał języka tureckiego, fizyki, matematyki i astronomii; po trzech latach przeniesiono go do Komotini, uczył tam historii, geografii i również języka tureckiego. Podczas pracy w Komotini angażował się w działalność patriotyczną wśród albańskiej ludności poprzez organizację i kolportaż albańskojęzycznych książek oraz czasopism. W 1897 roku skierował prośbę do władz osmańskich o zezwolenie na wydawanie albańskojęzycznej gazety, spotkał się z odmową.
W 1898 roku został kajmakamem wilajetu Manastir, a po dwóch latach funkcję tę pełnił we Wlorze, był również mutasarrifem w regionie Athos. Porzucił pracę urzędnika, był również aresztowany w Manastirze i skazany na 3 lata pozbawienia wolności za działalność patriotyczną.
Na przełomie XIX i XX wieku zamieszkiwał Konstantynopol, Ateny i Paryż. W 1901 roku przeniósł się do Sofii, gdzie założył czasopismo Drita, dla którego publikował do 1908 roku. Współpracował z Kristem Luarasim nad działalnością na rzecz rozbudzenia świadomości narodowej Albańczyków; założona w 1897 roku przez Luarasiego drukarnia Mbrothësia, która wydawała Dritę, dodatkowo dane przedsięwzięcie było wspierane finansowo przez Austro-Węgry.
W swoich publikacjach Kolonja zwracał uwagę na sytuację społeczną chłopstwa, krytykował również osmańską arystokrację, mimo iż sam do niej należał. Wspierał działalność albańskich partyzantów działających w Imperium Osmańskim. W 1904 roku opublikował w Dricie przetłumaczoną na język osmański treść manifestu Albańskiego Przebudzenia Narodowego z 1889 roku.
Podczas pobytu w Sofii wspierał Mustafę Ragiba, bułgarskiego rewolucjonistę i zwolennika młodoturków. Ten, dzięki pomocy Kolonji, wznowił wydawanie swojego czasopisma Efkar-ı Umumiye, które ukazywało się w języku bułgarskim i tureckim; poruszano w nim między innymi temat Albanii.
Za namową Ibrahima Temo wstąpił do ruchu młodotureckiego. Po dokonanej przez nich rewolucji, w 1908 roku jako jeden z 26 Albańczyków uzyskał mandat do osmańskiego parlamentu; dołączył także do Osmańskiej Partii Wolności, dwa lata później przeszedł do Osmańskiej Partii Demokratycznej. Uczestniczył w pierwszym kongresie manastirskim, który odbył się w 1908 roku.
Rozczarowany polityką prowadzoną przez młodoturków, w 1910 roku kontynuował działalność na rzecz niepodległości Albanii; po 1911 roku prowadził ją głównie w Bukareszcie i Sofii. Po odzyskaniu niepodległości przez Albanię osiadł we Wlorze, którą opuścił w następnym roku po sporze z premierem Ismailem Qemalim, dotyczącym przyszłej sytuacji politycznej Albanii. Ponownie osiadł w Sofii, a w 1915 roku postanowił wrócić do Konstantynopola; wycofał się z życia publicznego i z działalności politycznej.
W ostatnich latach życia zmagał się z uzależnieniem od alkoholu.